# Acer glaucum
Acer glaucum é uma espécie de árvore do gênero Acer, pertencente à família Aceraceae.